# Sulfamerazine
Sulfamerazine là một chất kháng khuẩn sulfonamid.

## Tổng hợp

Tổng hợp Sulfamerazine: